# 德·加斯帕里斯陨石坑
德·加斯帕里斯陨石坑（De Gasparis）是月球正面西南高地区上的一座小型古撞击坑，约形成于39.2-38.5亿年前的酒海纪，其名称取自十九世纪意大利天文学家安尼巴莱·德·加斯帕里斯（1819年-1892年），1935年被国际天文学联合会批准接受。

## 描述

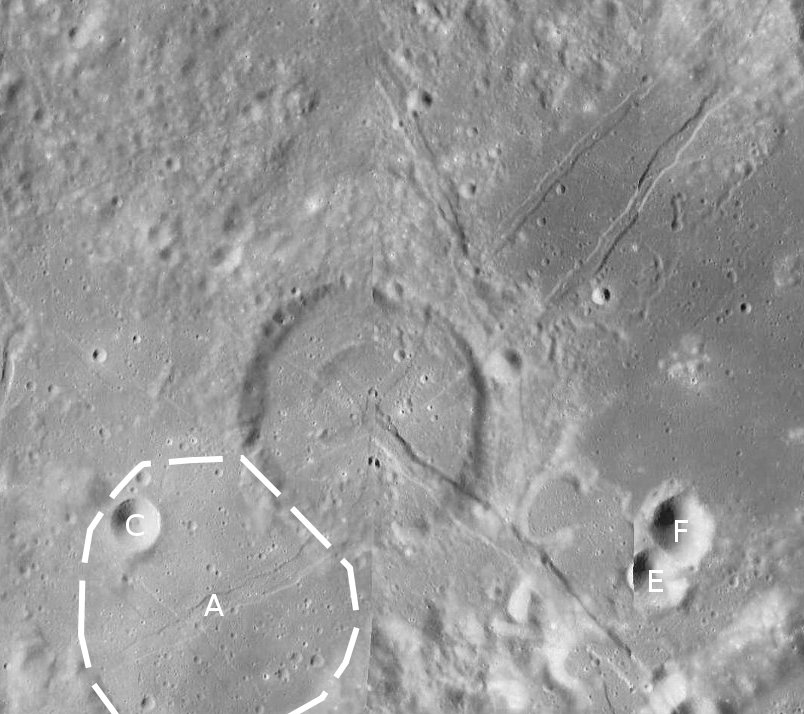
德·加斯帕里斯陨石坑的周边，月球勘测轨道飞行器拍摄。

该陨坑西北偏西靠近卡文迪什环形山、北面毗邻梅森环形山、李比希陨石坑位于它的东北、南面横亘着帕尔米耶里陨石坑、而傅立叶环形山和韦达环形山则分别坐落在它的西南偏南和西南面，德·加斯帕里斯陨石坑的东面濒临湿海。陨坑中心月面坐标为25°50′S 50°50′W / 25.83°S 50.83°W，直径30.90公里，深度2.027公里。
由于存续时间悠久，德·加斯帕里斯陨石坑已严重损毁，并被玄武岩熔岩淹没，残存的坑壁较周边地形最大高出930米，内部容积约658.24立方千米。坑底表面散布着一些细小的陨坑及一组突出的月溪系统。

该陨坑值得注意的是纵横交叉在坑底及周边，横跨方圆130公里范围的月沟系统，该组月表缝系被称作德·加斯帕里斯月溪（Rimae de Gasparis），被认为是月表深处的断层构造所形成。由于横贯了整个德·加斯帕里斯陨石坑，因此，表明它们是出现于陨坑形成之后。

## 卫星陨石坑
按惯例，最靠近德·加斯帕里斯陨石坑的卫星坑将在月图上以字母标注在该坑的中心点旁。

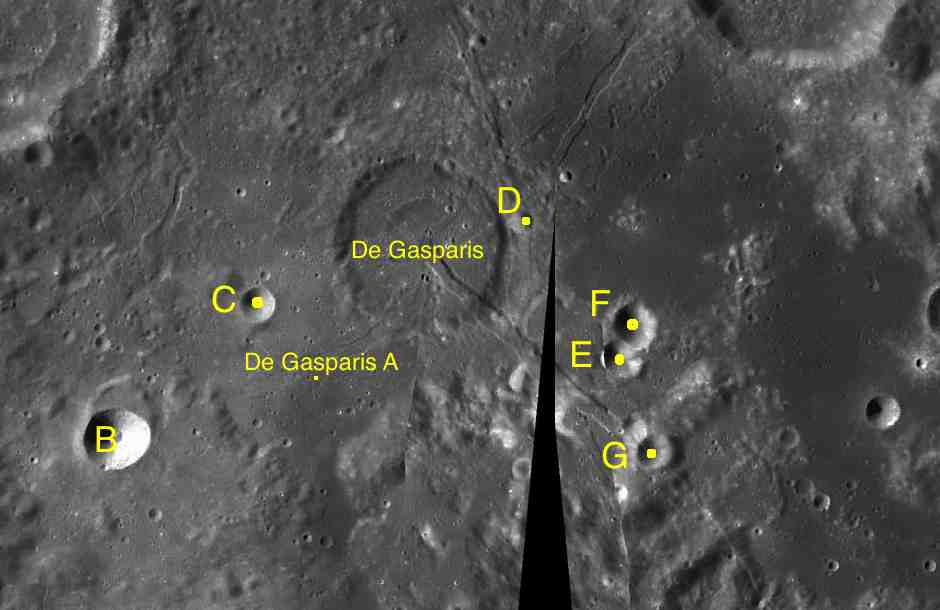
LAC-93和LAC-93拼接图.

| 德·加斯帕里斯 | 纬度     | 经度     | 直径      |
| ------------- | -------- | -------- | --------- |
| A             | 26.74° S | 51.37° W | 38.41公里 |
| B             | 27.05° S | 52.65° W | 11.87公里 |
| C             | 26.24° S | 51.82° W | 6.19公里  |
| D             | 25.64° S | 50.21° W | 4.43公里  |
| E             | 26.43° S | 49.54° W | 6.89公里  |
| F             | 26.25° S | 49.44° W | 7.82公里  |
| G             | 26.98° S | 49.39° W | 5.79公里  |

## 另请参阅
- Andersson, L. E.; Whitaker, E. A. . NASA RP-1097. 1982.
- Blue, Jennifer. . USGS. July 25, 2007  [2007-08-05]. （原始内容存档于2013-02-13）.
- Bussey, B.; Spudis, P. . New York: Cambridge University Press. 2004. ISBN 978-0-521-81528-4.
- Cocks, Elijah E.; Cocks, Josiah C. . Tudor Publishers. 1995. ISBN 978-0-936389-27-1.
- McDowell, Jonathan. . Jonathan's Space Report. July 15, 2007  [2007-10-24]. （原始内容存档于2018-12-25）.
- Menzel, D. H.; Minnaert, M.; Levin, B.; Dollfus, A.; Bell, B. . Space Science Reviews. 1971, 12 (2): 136–186. Bibcode:1971SSRv...12..136M. doi:10.1007/BF00171763.
- Moore, Patrick. . Sterling Publishing Co. 2001. ISBN 978-0-304-35469-6.
- Price, Fred W. . Cambridge University Press. 1988. ISBN 978-0-521-33500-3.
- Rükl, Antonín. . Kalmbach Books. 1990. ISBN 978-0-913135-17-4.
- Webb, Rev. T. W.  6th revised. Dover. 1962. ISBN 978-0-486-20917-3.
- Whitaker, Ewen A. . Cambridge University Press. 1999. ISBN 978-0-521-62248-6.
- Wlasuk, Peter T. . Springer. 2000. ISBN 978-1-85233-193-1.